# David Kittinger
David „Dave“ Kittinger ist ein amerikanischer Elektroingenieur und Computerschach-Programmierer.

## Leben
Der aus Anchorage in Alaska stammende Dave Kittinger, zog um 1980 ins kalifornische Van Nuys, einem Stadtteil von Los Angeles. Bereits 1979 hatte er mit seinem ersten Schachprogramm MyChess an der 10. Nordamerikanischen Computerschachmeisterschaft teilgenommen. Bei zwölf Teilnehmern belegte es den vierten Platz. Im darauffolgenden Jahr spielte es bei der 3. Computerschachweltmeisterschaft mit. Zu dieser Zeit begann er für den in Hongkong beheimateten britischen Schachcomputer-Hersteller Novag Industries Ltd. zu arbeiten und entwickelte mehrere Schachprogramme, wie Super Expert und Super Forte, sowie später WChess, das 1994 beim 5. Harvard Chess Cup als bestes der acht teilnehmenden Computerschachprogramme abschnitt.
Besonders bekannt und beliebt war der im Sommer 1984 erschienene Super Constellation für seine als besonders menschlich empfundene Spielweise. Als Grund dafür angesehen wurde die von Kittinger implementierte Pre-Scan-Heuristik (PSH), halb scherzhaft interpretiert als „Passt Sicher Halbwegs“. Fans nannten das Gerät (ähnlich wie das Flugzeug Lockheed Super Constellation) liebevoll ihren „Super-Connie“.